# ゴールドウィンド
「ゴールドウィンド」は、日本の歌手長山洋子のアイドル歌手時代にリリースされた5枚目のシングル。1985年8月5日に発売された。

## 解説
- 表題曲の作詞作曲は、元CHAGE and ASKAの飛鳥涼(現・ASKA)。
- B面曲「ぽろぽろと」は、石野真子の2ndアルバム『MAKO II』収録曲のカバー。

- 楽曲について、長山本人はこのようにコメントしている。

「念願の "元気な歌" を歌うことになって、本当にうれしかった。振りもいっぱいあって "私はアイドルなんだ" って思わせてくれた曲です。これのジャケット撮影の時に、長かった髪をバッサリ短くしたの。でもブローの仕方がわからなくて、テレビに出るたびにあれこれ悩んでいました。ファッションに対して積極的になって、少し冒険を始めたのもこの頃からのように思います。」――― ベスト・アルバム『New Yoko Times』(ニューヨーコ・タイムス) のライナーノートより。
- 売上枚数は約1.0万枚。[3]

## 収録曲
1. ゴールドウィンド
  - 作詞・作曲：飛鳥涼 / 編曲：鷺巣詩郎
2. ぽろぽろと
  - 作詞：阿久悠 / 作曲：吉田拓郎 / 編曲：川口真